# 제이피뉴스
제이피뉴스는 대한민국의 인터넷 언론이다.
제이피(JP)뉴스는 <있는 그대로의 일본의 모습을 전달하는 것>이라는 표어 아래 2009년 5월 15일 유재순이 창간했다.
본사는 도쿄도 신주쿠구 니시와세다에 있다.
이전까지 블로그 형태로 뉴스를 운영해 오다 정식으로 인터넷 신문 사이트로 변경했다.